# 庫姆美術館

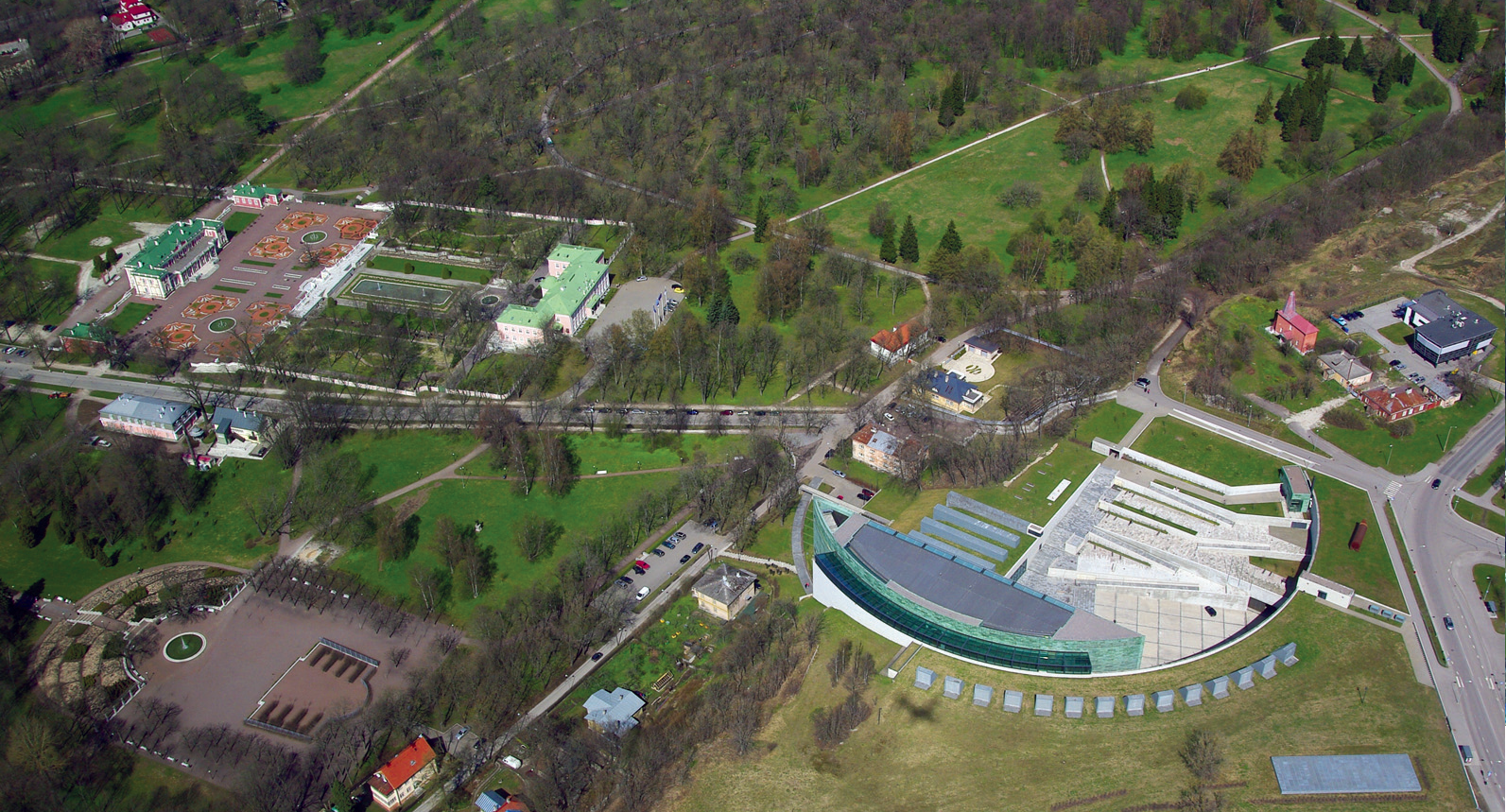

庫姆美術館是位於愛沙尼亞首都塔林的一座美術館。庫姆美術館是愛沙尼亞以及北歐規模最大的美術館之一，也是愛沙尼亞美術館的五個分館之一。2008年，庫姆美術館獲得歐洲最佳美術館獎。

## 外部連結
- 官方网站
- Digital model of the museum